# Lý luận Frattini
Trong lý thuyết nhóm, một nhánh toán học, lý luận Frattini là bổ đề quan trọng trong lý thuyết cấu trúc của các nhóm hữu hạn. Lý luận này được đặt tên theo Giovanni Frattini, người sử dụng nó trong bài viết năm 1885 để lý giải cho nhóm con Frattini của nhóm. Lý luận đưa bởi Frattini, được lấy từ bài của Alfredo Capelli năm 1884.

## Lý luận Frattini

### Phát biểu
Nếu {\displaystyle G} là nhóm hữu hạn có nhóm con chuẩn tắc {\displaystyle H}, và {\displaystyle P} là p-nhóm con Sylow của {\displaystyle H}, thì
{\displaystyle G=N_{G}(P)H}
trong đó {\displaystyle N_{G}(P)} ký hiệu nhóm chuẩn hóa của {\displaystyle P} trong {\displaystyle G} và {\displaystyle N_{G}(P)H} là tích các tập con của nhóm.

### Chứng minh
Nhóm {\displaystyle P} là {\displaystyle p}-nhóm con Sylow của {\displaystyle H}, do đó mọi {\displaystyle p}-nhóm con Sylow của {\displaystyle H} là liên hợp {\displaystyle H} của {\displaystyle P}, nghĩa là nó có dạng {\displaystyle h^{-1}Ph}, với {\displaystyle h\in H} (xem định lý Sylow).  Gọi {\displaystyle g} là bất kỳ phần tử thuộc {\displaystyle G}.  Bởi {\displaystyle H} chuẩn tắc trong {\displaystyle G}, nên nhóm con  {\displaystyle g^{-1}Pg} nằm trong {\displaystyle H}. Điều này nghĩa là {\displaystyle g^{-1}Pg} là {\displaystyle p}-nhóm con Sylow của {\displaystyle H}.  Từ trên, ta sẽ suy ra được rằng {\displaystyle H} phải liên hợp với {\displaystyle P}: nghĩa là cho {\displaystyle h\in H}
{\displaystyle g^{-1}Pg=h^{-1}Ph},
và vì vậy
{\displaystyle hg^{-1}Pgh^{-1}=P}.
nên,
{\displaystyle gh^{-1}\in N_{G}(P)},
do đó {\displaystyle g\in N_{G}(P)H}. Nhưng vì {\displaystyle g\in G} được chọn tùy ý, do đó {\displaystyle G=HN_{G}(P)=N_{G}(P)H.\,\,\square }

## Ứng dụng
- Lý luận Frattini có thể dùng làm một phần cho bài chứng minh rằng bất kỳ nhóm lũy linh hữu hạn nào đều có thể viết thành tích trực tiếp của các nhóm con Sylow của nó.
- Bằng cách áp dụng lý luận Frattini cho {\displaystyle N_{G}(N_{G}(P))}, ta có thể chứng minh rằng {\displaystyle N_{G}(N_{G}(P))=N_{G}(P)} khi {\displaystyle G} là nhóm hữu hạn và {\displaystyle P} là {\displaystyle p}-nhóm con Sylow của {\displaystyle G}.
- Tổng quát hơn, nếu nhóm con {\displaystyle M\leq G} chứa {\displaystyle N_{G}(P)} cho một số {\displaystyle p}-nhóm con Sylow {\displaystyle P} của {\displaystyle G}, thì {\displaystyle M} tự chuẩn hóa, tức là {\displaystyle M=N_{G}(M)}.